# Salone Perosi

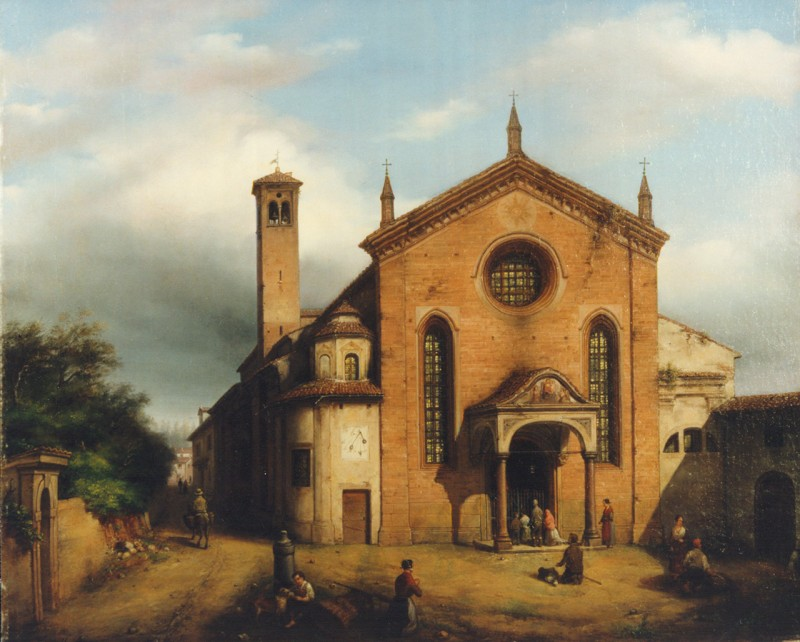
Carlo Canella, Iglesia de Santa Maria della Pace, Gallerie di Piazza Scala, MIlán. Esta iglesia milanesa, una vez desconsagrada, fue a principios del una sala de conciertos conocida como Salone Perosi.

El Salone Perosi fue una sala de conciertos de Milán fundado en una iglesia desconsagrada dedicada desde el siglo XV a Santa Maria della Pace y que recibió su nuevo nombre en honor del compositor Lorenzo Perosi, que interpretó y estrenó aquí su música sacra. Estaba situado en la Via S. Barnaba, 46. 
La iglesia, de estilo gótico, fue desconsagrada en 1805 y dedicada a partir de entonces a los más variados usos: almacén militar, hospital y picadero de caballos. En 1900 fue adquirida por los nobles Bagatti-Valsecchi, quienes restauraron el edificio y se lo ofrecieron al compositor Perosi, que estaba buscando para la interpretación de sus oratorios un lugar più ecclesiastico di un teatro e più teatrale di una chiesa («más eclesiástico que un teatro y más teatral que una iglesia»). Entre 1900 y 1907 se dieron en el Salone muchos conciertos, incluido el estreno mundial del oratorio Mosè (Moisés), dirigido por Arturo Toscanini. 
El Salone se cerró por problemas fiscales. En 1906 pasó a ser propiedad de la Sociedad de Maria Riparatrice, que devolvió a la iglesia su carácter sacro y antigua su advocación a Santa Maria della Pace. En 1967, fue adquirida por la Orden del Santo Sepulcro de Jerusalén para su culto particular (salvo la mañana del primer jueves de cada mes, cuando se abre al público).